# Cossyphodes
Cossyphodes (лат.) — род мирмекофильных жуков-чернотелок из подсемейства Pimeliinae (Cossyphodini, Tenebrionidae). Афротропика и Аравийский полуостров.

## Распространение
Африка (южная и восточная), Йемен, Саудовская Аравия, Канарские острова, Мадейра.

## Описание
Мелкие жуки длиной около 3 мм. Формула члеников лапок: 5,4,4; усики 11-члениковые с 2-члениковой булавой. Тело плоское, широкое, овальное, красновато-коричневое. Живут в гнёздах муравьёв, в том числе, в муравейниках рода Messor.

## Систематика
Род был впервые выделен Джоном Вествудом в 1851 году (Westwood, 1851). Близки к родам Cossyphodites, Cossyphodinus и Paramellops. Первоначально включались в состав самостоятельного подсемейства Cossyphodinae, позднее пониженного в ранге до трибы Cossyphodini в составе подсемейства Pimeliinae.
- Cossyphodes andraei Schwaller, 2013[1]
- Cossyphodes angolanus Basilewsky, 1952[4]
- Cossyphodes arnoldi Brauns, 1925
- Cossyphodes asiricus Schawaller, 2011[5]
- Cossyphodes braunsi Andreae, 1961[6]
- Cossyphodes caecus Schwaller, 2013[1]
- Cossyphodes freudei Basilewsky, 1957[7]
- Cossyphodes kundelunguensis Basilewsky, 1950
- Cossyphodes machadoi Basilewsky, 1952
- Cossyphodes mourgliai Ferrer, 1993[8]
- Cossyphodes raffrayi (Gestro, 1874)[9]
- Cossyphodes wasmanni Reichensperger, 1915[10]
- другие виды